# ديف نيومان
ديف نيومان هو سياسي كندي، ولد في 5 أكتوبر 1941. حزبياً، نشط في الحزب الليبرالي في أونتاريو ‏. وقد انتخب عضو برلمان مقاطعة أونتاريو وانتخب List of mayors of Brantford ‏.